# 48
| [ Edytuj tabelę ] |                               |
| Król Armenii      | - 42 Mitrydates 51            |
| Cesarz Chin       | - 25 Guangwudi 57             |
| Władca Korei      | - 44 Minjung 48 - 48 Mobon 53 |
| Król Nabatei      | - 40 Malichus II 70           |
| Papież            | - 33 Piotr Apostoł 67         |
| Król Partów       | - 40 Gotarzes II 51           |
| Cesarz Rzymu      | - 41 Klaudiusz 54             |

Rok 48 / XLVIII
stulecia: I wiek p.n.e. ~
I wiek ~
II wiek

lata: 38 «
43 «
44 «
45 «
46 «
47 «
48
» 49
» 50
» 51
» 52
» 53
» 58

## Wydarzenia
Azja
- Południowi Xiongnu podporządkowali się zwierzchnictwu chińskiej dynastii Han.

Bliski Wschód
- Sobór jerozolimski pod przewodnictwem Pawła z Tarsu i Barnaby uchwalił Klauzule Jakubowe. (lub w 49)

Rzym
- Waleria Messalina zawarła bigamiczne małżeństwo z senatorem Gajuszem Syliuszem. Gdy cesarz Klaudiusz dowiedział się o sprawie, oboje zostali skazani na śmierć.
- Małżeństwo Klaudiusza z Agrypiną Młodszą.
- Seneka Młodszy wychowawcą Nerona, syna Agrypiny.
- Nadanie prawa sprawowania urzędów rzymskich celtyckim Eduom, tzw. ius honorum.

## Urodzili się
- 15/30 sierpnia – Ulpia Marciana, siostra cesarza rzymskiego Trajana.

## Zmarli
- Gajusz Syliusz, kochanek Messaliny.
- Herod z Chalkis, wnuk Heroda z Judei.
- Minjung, król Goguryeo.
- Waleria Messalina, cesarzowa rzymska (ur. 17).